# TJB 뉴스 (1735)
《TJB 뉴스 (1735)》는 TJB TV에서 매주 평일 오후 5시 35분에 방송 중인 대전 세종 충남 지역 저녁 종합 뉴스 프로그램이다.

## 방송 시간
| 방송 채널 | 방송 기간                           | 방송 시간                            |
| --------- | ----------------------------------- | ------------------------------------ |
| TJB       | 2001년 5월 2일 ~ 2004년 3월 5일     | 평일 오후 4시 ~ 4시 5분 (5분)        |
| TJB       | 2004년 3월 8일 ~ 2005년 4월 22일    | 평일 오후 4시 ~ 4시 10분 (10분)      |
| TJB       | 2005년 4월 25일 ~ 2005년 11월 30일  | 평일 오후 5시 ~ 5시 10분 (10분)      |
| TJB       | 2005년 12월 1일 ~ 2014년 10월 24일  | 평일 오후 2시 ~ 2시 10분 (10분)      |
| TJB       | 2014년 10월 27일 ~ 2018년 12월 31일 | 평일 오후 1시 50분 ~ 2시 (10분)      |
| TJB       | 2019년 1월 2일 ~ 2019년 4월 12일    | 평일 오후 5시 50분 ~ 저녁 6시 (10분) |
| TJB       | 2019년 5월 13일 ~ 2020년 3월 27일   | 평일 오후 5시 50분 ~ 저녁 6시 (10분) |
| TJB       | 2020년 4월 20일 ~ 2020년 9월 18일   | 평일 오후 5시 50분 ~ 저녁 6시 (10분) |
| TJB       | 2019년 4월 15일 ~ 2019년 5월 10일   | 평일 오후 5시 40분 ~ 5시 50분 (10분) |
| TJB       | 2020년 3월 30일 ~ 2020년 4월 17일   | 평일 오후 5시 35분 ~ 5시 50분 (15분) |
| TJB       | 2020년 9월 21일 ~ 현재              | 평일 오후 5시 35분 ~ 5시 50분 (15분) |

## 앵커
| 대수 | 진행자             | 진행 기간                         | 비고                 |
| ---- | ------------------ | --------------------------------- | -------------------- |
| 1대  | 유수연 아나운서    | 일자 미상 ~ 일자 미상             |                      |
| 2대  | 송혜민 아나운서    | 일자 미상 ~ 일자 미상             |                      |
| 3대  | 이은지 아나운서    | 일자 미상 ~ 일자 미상             | [ 2 ]                |
| 4대  | 이보현 아나운서    | 일자 미상 ~ 2021년 12월 2일       |                      |
| 5대  | 이승휘 前 아나운서 | 2021년 12월 3일 ~ 2022년 1월 7일  |                      |
| 6대  | 왕준호 前 아나운서 | 2021년 1월 10일 ~ 2021년 6월 17일 |                      |
| 7대  | 이승휘 前 아나운서 | 2022년 6월 20일 ~ 2022년 7월 8일  |                      |
| 임시 | 이은수 아나운서    | 2022년 7월 11일 ~ 2022년 7월 13일 |                      |
| 임시 | 이은수 아나운서    | 2022년 7월 18일, 2022년 7월 21일  |                      |
| 임시 | 이은지 아나운서    | 2022년 7월 14일 ~ 2022년 7월 15일 |                      |
| 임시 | 이은지 아나운서    | 2022년 7월 19일                   |                      |
| 임시 | 양세원 前 아나운서 | 2022년 7월 20일, 2022년 7월 22일  |                      |
| 임시 | 강병주 아나운서    | 2022년 7월 25일 ~ 2022년 7월 26일 |                      |
| 8대  | 오주호 前 아나운서 | 2022년 7월 27일 ~ 2023년 3월 24일 | [ 4 ]                |
| 9대  | 강병주 아나운서    | 2023년 3월 30일 ~ 2024년 4월 26일 | [ 5 ]                |
| 10대 | 양세원 前 아나운서 | 2024년 4월 29일 ~ 2024년 5월 10일 |                      |
| 11대 | 유지수 아나운서    | 2024년 5월 13일 ~ 2024년 6월 21일 | [ 6 ] [ 7 ]          |
| 12대 | 박세종 아나운서    | 2024년 6월 24일 ~ 2024년 7월 12일 | [ 8 ]                |
| 임시 | 강병주 아나운서    | 2024년 7월 15일 ~ 2024년 7월 17일 |                      |
| 13대 | 김수영 아나운서    | 2024년 7월 18일 ~ 2024년 12월 6일 | [ 9 ] [ 10 ] [ 11 ]  |
| 14대 | 유지수 아나운서    | 2024년 12월 9일 ~ 2025년 3월 21일 | [ 12 ] [ 13 ]        |
| 12대 | 박세종 아나운서    | 2025년 3월 24일 ~ 2025년 7월 9일  | [ 14 ] [ 15 ]        |
| 임시 | 유지수 아나운서    | 2025년 7월 10일 ~ 2025년 7월 11일 |                      |
| 13대 | 정성욱 아나운서    | 2025년 7월 14일 ~ 현재            | [ 16 ] [ 17 ] [ 18 ] |

## 타이틀 변천사
현재 타이틀은 2001년 5월 2일을 기준으로 한다.
| 기수 | 프로그램 타이틀 | 방송 기간             |
| ---- | --------------- | --------------------- |
| 1기  | TJB 뉴스        | 2001년 5월 2일 ~ 현재 |

## 결방
- 2023년 11월 17일 : SBS TV 《창사 특집 SBS 희망 TV AGAIN 기아 체험 24시간 (5부)》 편성으로 인해 결방

## 경쟁 프로그램
- KBS 뉴스 7 대전·세종·충남 (KBS 대전 1TV)